# Lithophaga lithophaga
Lithophaga lithophaga is een tweekleppigensoort uit de familie Mytilidae. De wetenschappelijke naam werd gepubliceerd in 1758 door Carl Linnaeus in de tiende editie van Systema naturae.
Rechter en linker klep van hetzelfde exemplaar:

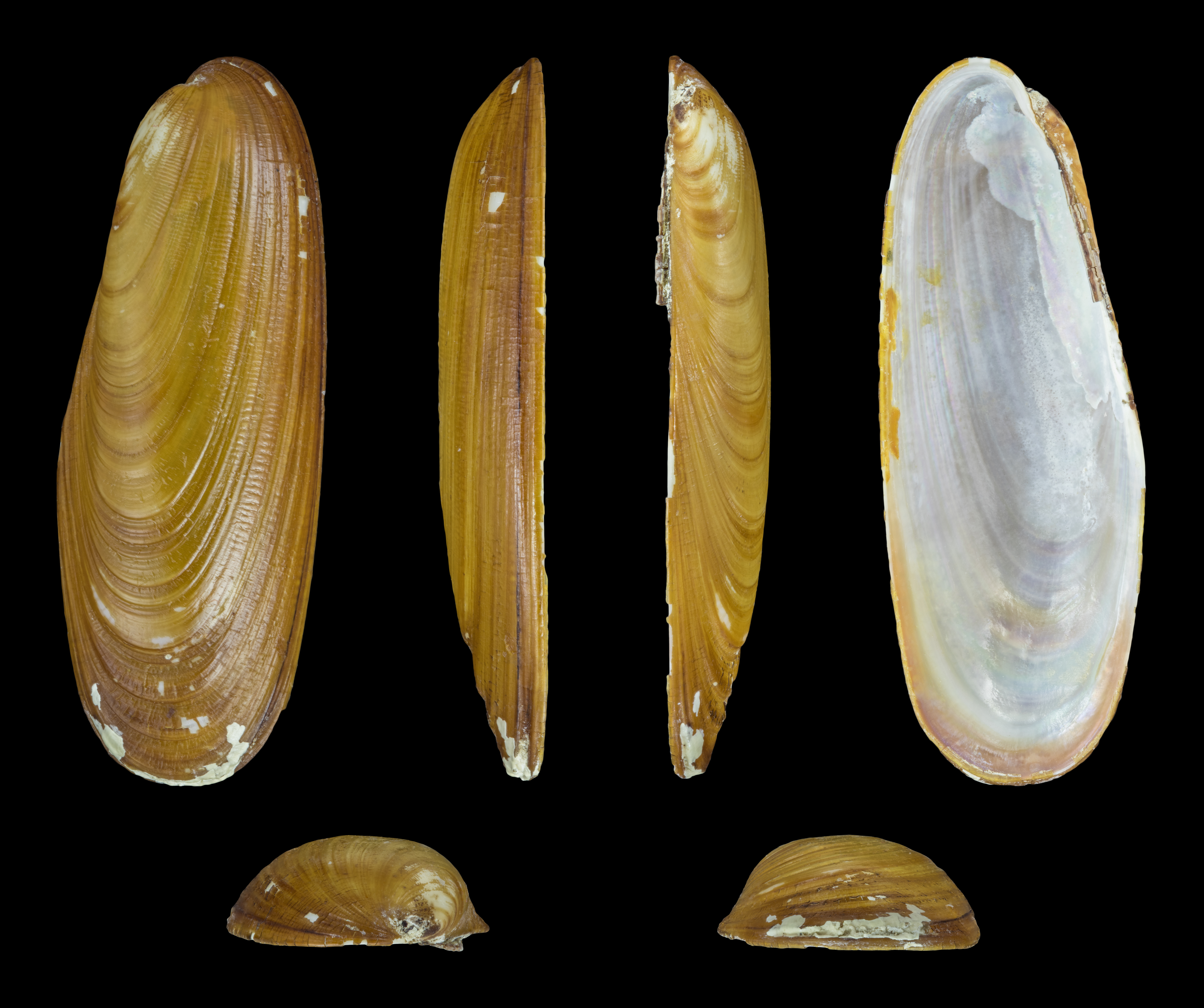
Rechter klep
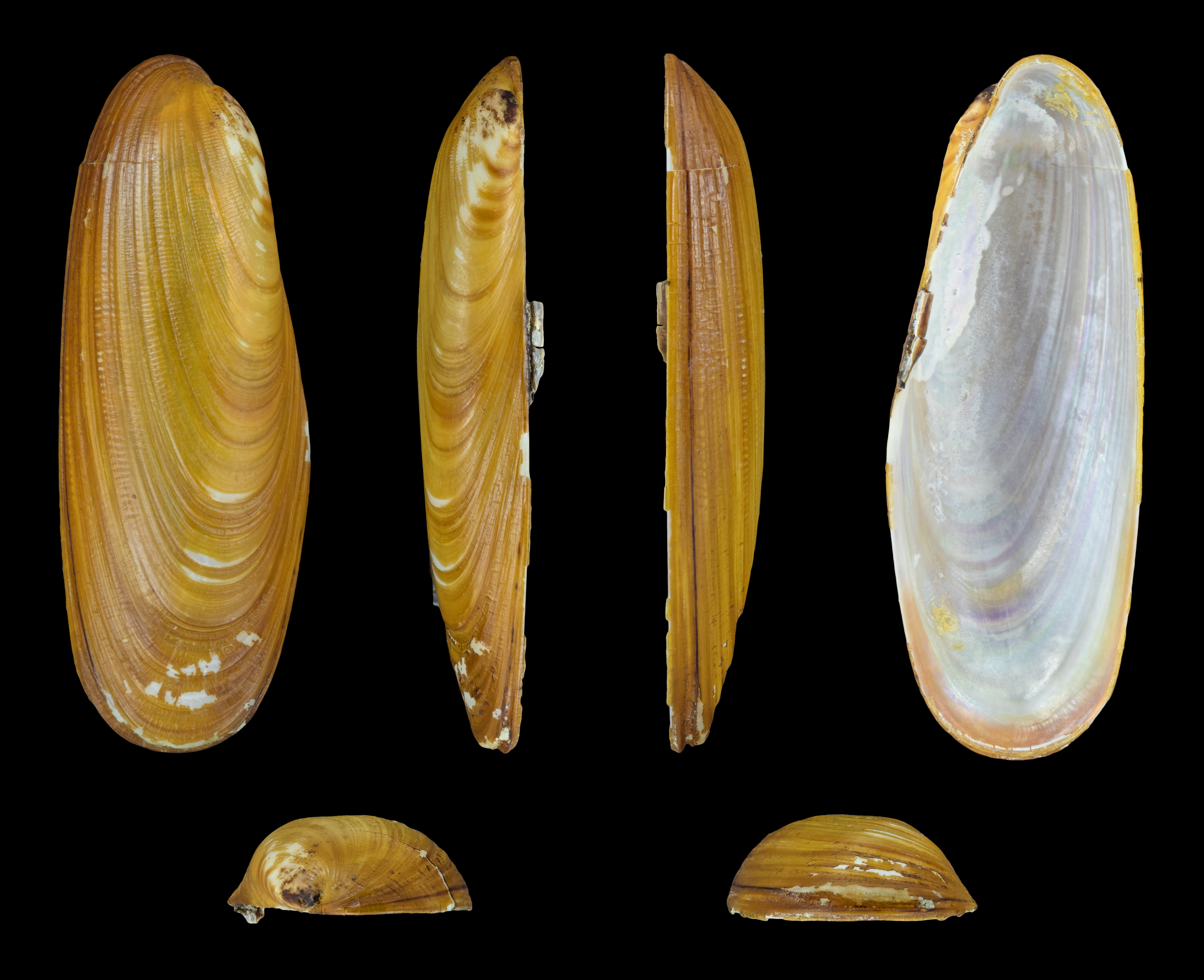
Linker klep